# Jesusbogstaver
Jesusbogstaver er typograf-slang for de allerstørste bogstaver, der kan trykkes i en avis. De er reserveret til de allerstørste begivenheder, som fx Jesu genkomst. De blev fx brugt i forbindelse med Folkeafstemningen om Danmarks optagelse i EF i 1972, hvor en avis havde ordet "JA" til at fylde hele forsiden, mens en anden avis tilsvarende havde ordet "NEJ".